# Karl-Peter Schwarz
Karl-Peter Schwarz (* 1952 in Villach, Kärnten) ist ein österreichischer Journalist.

## Leben
Schwarz studierte Geschichte und romanische Sprachen an der Universität Wien und in Rom. Von 1970 bis 1976 war er Maoist und beim Kommunistischen Bund aktiv. Ab 1980 arbeitete Schwarz als Journalist, unter anderem für den Österreichischen Rundfunk, Die Welt, Die Woche und das Wirtschaftsblatt. Von 1996 bis 2000 war er stellvertretender Chefredakteur der österreichischen Tageszeitung Die Presse. Sodann war er bis zu seiner Pensionierung Auslandskorrespondent der Frankfurter Allgemeinen Zeitung.
Seit seiner Pensionierung ist Schwarz als freier Journalist und Kolumnist für verschiedene Medien tätig. Weiters tritt er als Moderator sowie Diskussionsleiter bei Podiumsdiskussionen auf. In der Tageszeitung „Die Presse“ wendete er sich 2019 gegen „die aggressive Ideologie des Sprachgenderismus“ und bezeichnete den Schaden, den sie der Sprache zufüge, als enorm.

## Schriften
- mit Peter Fuchs: Ein Besuch in der Volksrepublik China. Reisebericht zweier Genossen. Kommunistischer Bund, Wien 1974 (Digitalisat bei mao-projekt.de). 2. Auflage: Wieser, Wien 1975, ISBN 978-3-85377-001-6.
- Tschechen und Slowaken. Der lange Weg zur friedlichen Teilung. Europa, Wien 1993, ISBN 3-203-51197-5.